# Staatsbank der DDR
O Staatsbank der DDR era o banco central da antiga Alemanha Oriental. Foi fundado em 1968 e fabricava as moedas até a reunificação da Alemanha, em 1989. Com a reunificação,o banco foi privatizado  pela agência de privatização alemã Treuhand.